# Lijst van burgemeesters van Bergh
Dit is een lijst van burgemeesters van de voormalige Nederlandse gemeente Bergh tot de gemeente op 1 januari 2005 fuseerde met de buurgemeente Didam tot de nieuwe gemeente Montferland.
| Ambtsperiode | Naam burgemeester                    | Partij of stroming | Bijzonderheden                                            |
| ------------ | ------------------------------------ | ------------------ | --------------------------------------------------------- |
| 1811-18??    | jhr. Philippus Jacobus de Bellefroid |                    | eerste maire van 's-Heerenberg                            |
| 1821 - 1829  | Arnold Rietveld                      |                    |                                                           |
| 1829 - 1830  | A.E. Westenberg                      |                    | waarnemend                                                |
| 1830 - 1831  | L.C.J.C.F. van Nispen                |                    | waarnemend                                                |
| 1831 - 1835  | J.T.van Coevorden                    |                    |                                                           |
| 1835 - 1856  | jhr. E.T.J.A. van Grotenhuis         |                    |                                                           |
| 1856 - 1894  | C.A.L. baron van Hugenpoth tot Aerdt |                    | vader van zijn opvolger                                   |
| 1894 - 1906  | J.N. baron van Hugenpoth tot Aerdt   |                    | zoon van zijn voorganger                                  |
| 1906 - 1935  | H.J. Smit                            |                    |                                                           |
| 1935 - 1942  | A.J.M. Nederveen                     |                    |                                                           |
| 1942 - 1944  | J.G.C.P. van der Werf                |                    |                                                           |
| 1944 - 1945  | Auke Pinkster                        | NSB                | eerder burgemeester van Angerlo                           |
| 1945 - 1953  | A.J.M. Nederveen                     |                    |                                                           |
| 1953 - 1965  | Harrie (H.A.B.) de Leeuw             |                    |                                                           |
| 1965 - 1982  | Gerard (G.C.H.) van Breemen          | KVP / CDA          |                                                           |
| 1982 - 1990  | Theo (Th.H.) Jeuken                  | CDA                |                                                           |
| 1991 - 1997  | Leo Eland                            | CDA                |                                                           |
| 1997 - 2004  | drs. Maritje Appel-de Waart          | PvdA               | was burgemeester van Olst, werd burgemeester van Delfzijl |
| 2004 - 2005  | Paul Scholten                        | VVD                | waarnemend, oud-burgemeester van Arnhem                   |